# Luigi Centurini
Luigi Centurini (Genova, 24 aprile 1820 – Genova, 10 novembre 1900) è stato uno scacchista e compositore di scacchi italiano.

## Biografia
Laureato in giurisprudenza, si dedicò a studi di economia politica e amministrativa.
Fu consigliere e assessore al Comune di Genova.
Nel 1853 pubblicò a Genova un opuscolo intitolato Giuoco degli scacchi. Del finale di torre e cavallo contro torre, testo che lo fece conoscere in tutto il mondo.
Nel 1865 scrisse un lavoro sul "gambetto grande" che apparve sull'Eco della Scienza, ma i suoi studi si indirizzarono soprattutto al finale di partita.
Collaborò con La Régence del 1856 e con Chess Monthly l'anno successivo.
Fu in corrispondenza con i maggiori teorici di scacchi del suo tempo.
Fu considerato uno dei più profondi conoscitori ed analisti nel campo dei finali di partita.

## Un finale di Luigi Centurini
|   | a | b | c | d | e | f | g | h |   |
| 8 | c8 re del nero · c6 re del bianco · e6 pedone del bianco · a5 alfiere del nero · g3 alfiere del bianco | c8 re del nero · c6 re del bianco · e6 pedone del bianco · a5 alfiere del nero · g3 alfiere del bianco | c8 re del nero · c6 re del bianco · e6 pedone del bianco · a5 alfiere del nero · g3 alfiere del bianco | c8 re del nero · c6 re del bianco · e6 pedone del bianco · a5 alfiere del nero · g3 alfiere del bianco | c8 re del nero · c6 re del bianco · e6 pedone del bianco · a5 alfiere del nero · g3 alfiere del bianco | c8 re del nero · c6 re del bianco · e6 pedone del bianco · a5 alfiere del nero · g3 alfiere del bianco | c8 re del nero · c6 re del bianco · e6 pedone del bianco · a5 alfiere del nero · g3 alfiere del bianco | c8 re del nero · c6 re del bianco · e6 pedone del bianco · a5 alfiere del nero · g3 alfiere del bianco | 8 |
| 7 | c8 re del nero · c6 re del bianco · e6 pedone del bianco · a5 alfiere del nero · g3 alfiere del bianco | c8 re del nero · c6 re del bianco · e6 pedone del bianco · a5 alfiere del nero · g3 alfiere del bianco | c8 re del nero · c6 re del bianco · e6 pedone del bianco · a5 alfiere del nero · g3 alfiere del bianco | c8 re del nero · c6 re del bianco · e6 pedone del bianco · a5 alfiere del nero · g3 alfiere del bianco | c8 re del nero · c6 re del bianco · e6 pedone del bianco · a5 alfiere del nero · g3 alfiere del bianco | c8 re del nero · c6 re del bianco · e6 pedone del bianco · a5 alfiere del nero · g3 alfiere del bianco | c8 re del nero · c6 re del bianco · e6 pedone del bianco · a5 alfiere del nero · g3 alfiere del bianco | c8 re del nero · c6 re del bianco · e6 pedone del bianco · a5 alfiere del nero · g3 alfiere del bianco | 7 |
| 6 | c8 re del nero · c6 re del bianco · e6 pedone del bianco · a5 alfiere del nero · g3 alfiere del bianco | c8 re del nero · c6 re del bianco · e6 pedone del bianco · a5 alfiere del nero · g3 alfiere del bianco | c8 re del nero · c6 re del bianco · e6 pedone del bianco · a5 alfiere del nero · g3 alfiere del bianco | c8 re del nero · c6 re del bianco · e6 pedone del bianco · a5 alfiere del nero · g3 alfiere del bianco | c8 re del nero · c6 re del bianco · e6 pedone del bianco · a5 alfiere del nero · g3 alfiere del bianco | c8 re del nero · c6 re del bianco · e6 pedone del bianco · a5 alfiere del nero · g3 alfiere del bianco | c8 re del nero · c6 re del bianco · e6 pedone del bianco · a5 alfiere del nero · g3 alfiere del bianco | c8 re del nero · c6 re del bianco · e6 pedone del bianco · a5 alfiere del nero · g3 alfiere del bianco | 6 |
| 5 | c8 re del nero · c6 re del bianco · e6 pedone del bianco · a5 alfiere del nero · g3 alfiere del bianco | c8 re del nero · c6 re del bianco · e6 pedone del bianco · a5 alfiere del nero · g3 alfiere del bianco | c8 re del nero · c6 re del bianco · e6 pedone del bianco · a5 alfiere del nero · g3 alfiere del bianco | c8 re del nero · c6 re del bianco · e6 pedone del bianco · a5 alfiere del nero · g3 alfiere del bianco | c8 re del nero · c6 re del bianco · e6 pedone del bianco · a5 alfiere del nero · g3 alfiere del bianco | c8 re del nero · c6 re del bianco · e6 pedone del bianco · a5 alfiere del nero · g3 alfiere del bianco | c8 re del nero · c6 re del bianco · e6 pedone del bianco · a5 alfiere del nero · g3 alfiere del bianco | c8 re del nero · c6 re del bianco · e6 pedone del bianco · a5 alfiere del nero · g3 alfiere del bianco | 5 |
| 4 | c8 re del nero · c6 re del bianco · e6 pedone del bianco · a5 alfiere del nero · g3 alfiere del bianco | c8 re del nero · c6 re del bianco · e6 pedone del bianco · a5 alfiere del nero · g3 alfiere del bianco | c8 re del nero · c6 re del bianco · e6 pedone del bianco · a5 alfiere del nero · g3 alfiere del bianco | c8 re del nero · c6 re del bianco · e6 pedone del bianco · a5 alfiere del nero · g3 alfiere del bianco | c8 re del nero · c6 re del bianco · e6 pedone del bianco · a5 alfiere del nero · g3 alfiere del bianco | c8 re del nero · c6 re del bianco · e6 pedone del bianco · a5 alfiere del nero · g3 alfiere del bianco | c8 re del nero · c6 re del bianco · e6 pedone del bianco · a5 alfiere del nero · g3 alfiere del bianco | c8 re del nero · c6 re del bianco · e6 pedone del bianco · a5 alfiere del nero · g3 alfiere del bianco | 4 |
| 3 | c8 re del nero · c6 re del bianco · e6 pedone del bianco · a5 alfiere del nero · g3 alfiere del bianco | c8 re del nero · c6 re del bianco · e6 pedone del bianco · a5 alfiere del nero · g3 alfiere del bianco | c8 re del nero · c6 re del bianco · e6 pedone del bianco · a5 alfiere del nero · g3 alfiere del bianco | c8 re del nero · c6 re del bianco · e6 pedone del bianco · a5 alfiere del nero · g3 alfiere del bianco | c8 re del nero · c6 re del bianco · e6 pedone del bianco · a5 alfiere del nero · g3 alfiere del bianco | c8 re del nero · c6 re del bianco · e6 pedone del bianco · a5 alfiere del nero · g3 alfiere del bianco | c8 re del nero · c6 re del bianco · e6 pedone del bianco · a5 alfiere del nero · g3 alfiere del bianco | c8 re del nero · c6 re del bianco · e6 pedone del bianco · a5 alfiere del nero · g3 alfiere del bianco | 3 |
| 2 | c8 re del nero · c6 re del bianco · e6 pedone del bianco · a5 alfiere del nero · g3 alfiere del bianco | c8 re del nero · c6 re del bianco · e6 pedone del bianco · a5 alfiere del nero · g3 alfiere del bianco | c8 re del nero · c6 re del bianco · e6 pedone del bianco · a5 alfiere del nero · g3 alfiere del bianco | c8 re del nero · c6 re del bianco · e6 pedone del bianco · a5 alfiere del nero · g3 alfiere del bianco | c8 re del nero · c6 re del bianco · e6 pedone del bianco · a5 alfiere del nero · g3 alfiere del bianco | c8 re del nero · c6 re del bianco · e6 pedone del bianco · a5 alfiere del nero · g3 alfiere del bianco | c8 re del nero · c6 re del bianco · e6 pedone del bianco · a5 alfiere del nero · g3 alfiere del bianco | c8 re del nero · c6 re del bianco · e6 pedone del bianco · a5 alfiere del nero · g3 alfiere del bianco | 2 |
| 1 | c8 re del nero · c6 re del bianco · e6 pedone del bianco · a5 alfiere del nero · g3 alfiere del bianco | c8 re del nero · c6 re del bianco · e6 pedone del bianco · a5 alfiere del nero · g3 alfiere del bianco | c8 re del nero · c6 re del bianco · e6 pedone del bianco · a5 alfiere del nero · g3 alfiere del bianco | c8 re del nero · c6 re del bianco · e6 pedone del bianco · a5 alfiere del nero · g3 alfiere del bianco | c8 re del nero · c6 re del bianco · e6 pedone del bianco · a5 alfiere del nero · g3 alfiere del bianco | c8 re del nero · c6 re del bianco · e6 pedone del bianco · a5 alfiere del nero · g3 alfiere del bianco | c8 re del nero · c6 re del bianco · e6 pedone del bianco · a5 alfiere del nero · g3 alfiere del bianco | c8 re del nero · c6 re del bianco · e6 pedone del bianco · a5 alfiere del nero · g3 alfiere del bianco | 1 |
|   | a | b | c | d | e | f | g | h |   |

1.e7 Ad8 2.e8=A! Ac7 3.Ad7+ (3.Axc7 stallo!) 3...Rd8 4.Axc7 e vince. Se 2...Aa5 (Ag5) 3.Ad7+ (Ac7) 3...Rd8 (qualunque mossa di alfiere) e matto alla successiva con 4.Ah4 (4.Ad7).